# Melodifestivalen 2011
Melodifestivalen 2011 je 56. festival po vrstnem redu. Nastopilo je 32 izvajalcev.Zmagal je Eric Saade, ki je na Pesmi Evrivizije zasedel končno 3. mesto.

## 1. polfinale
| # | Izvajalec          | Pesem                    | Avtor                                                                         | 1.Krog | 2. Krog | Uvrstitev | Status              |
| - | ------------------ | ------------------------ | ----------------------------------------------------------------------------- | ------ | ------- | --------- | ------------------- |
| 1 | Dilba              | "Try Again"              | Niklas Pettersson (tm), Linda Sonnvik (tm)                                    | 9256   | -       | 8         | Neuspešno           |
| 2 | Swingfly           | "Me and My Drum"         | Teron Beal (tm), Patrik Magnusson (tm), Johan Ramström (tm), Swingfly (tm)    | 25634  | 42104   | 2         | Uspešen 2. Krog     |
| 3 | Jenny Silver       | "Something In Your Eyes" | Thomas G:son (tm), Henrik Sethsson (tm), Erik Bernholm (m)                    | 27017  | 37262   | 3         | V Predtekmovanje    |
| 4 | Jonas Matsson      | "On my own"              | Peter Autio (tm), Sari Autio Olsson (tm)                                      | 10860  | -       | 7         | Polfinale Neuspešno |
| 5 | Le Kid             | "Oh My God"              | Märta Grauers (tm), Anton Malmberg Hård af Segerstad (tm), Felix Persson (tm) | 16512  | 16459   | 5         | Neuspešno           |
| 6 | Rasmus Viberg      | "Social Butterfly"       | Amir Aly (tm), Henrik Wikström (tm)                                           | 15151  | -       | 6         | Neuspešno           |
| 7 | Pernilla Andersson | "Desperados"             | Pernilla Andersson (tm)                                                       | 27840  | 30724   | 4         | V Predtekmovanje    |
| 8 | Danny Saucedo      | "In the Club"            | Figge Boström (tm), Peter Boström (tm), Danny Saucedo (tm)                    | 60872  | -       | 1         | Finale              |

- Glasovalo: 320 608 ljudi.
- Zaslužek: 718 029 kron.
- Ogledov: 3 014 000 Ljudi v času prenosa.

## 2. polfinale
| # | Izvajalec            | Pesem                     | Avtor                                                                           | 1.Krog | 2. Krog | Uvrstitev | Status           |
| - | -------------------- | ------------------------- | ------------------------------------------------------------------------------- | ------ | ------- | --------- | ---------------- |
| 1 | Brolle               | "7 Days And 7 Nights"     | Kjell Junior Wallmark (Brolle) (tm)                                             | 39319  | 72737   | 2         | Uspešen 2.Krog   |
| 2 | Loreen               | "My Heart is Refusing Me" | Moh Denebi (tm), Björn Djupström (tm), Lorén Talhaoui (tm)                      | 19749  | 31034   | 4         | V Predtekmovanje |
| 3 | Babsan               | "Ge mig en spanjor"       | Larry Forsberg (tm), Sven-Inge Sjöberg (tm), Lennart Wastesson (tm)             | 14642  | -       | 7         | Neuspešno        |
| 4 | Elisabeth Andreassen | "Vaken i en dröm"         | Calle Kindbom (t), Lars "Dille" Diedricson (tm), Kristian Wejshag (tm)          | 13010  | -       | 8         | Neuspešno        |
| 5 | Sanna Nielsen        | "I'm in Love"             | Bobby Ljunggren (tm), Thomas G:son (tm), Irini Michas (tm), Peter Boström (tm)  | 43524  | -       | 1         | Finale           |
| 6 | The Moniker          | "Oh My God!"              | Daniel Karlsson (The Moniker) (tm)                                              | 28624  | 37631   | 3         | v Predtekmovanje |
| 7 | Anniela              | "Elektrisk"               | Johan Alkenäs (tm), Tim Larsson (tm), Tobias Lundgren (tm), Johan Fransson (tm) | 15948  | -       | 6         | Neuspešno        |
| 8 | Christian Walz       | "Like Suicide"            | Fernando Fuentes (tm), Henrik Janson (tm), Tony Nilsson (tm)                    | 26951  | 28242   | 5         | Neuspešno        |

- Glasovalo: 372 265 ljudi.
- Zaslužek: 756 704 kron
- Ogledov: 3 093 000 ljudi v času prenosa

## 3. polfinale
| # | Izvajalec        | Pesem                      | Avtor                                                                                       | 1.Krog | 2. Krog | Uvrstitev | Status           |
| - | ---------------- | -------------------------- | ------------------------------------------------------------------------------------------- | ------ | ------- | --------- | ---------------- |
| 1 | Linda Sundblad   | "Lucky You"                | Linda Sundblad (tm), Johan Bobäck (tm), Fredrik Thomander (tm), Anders "Gary" Wikström (tm) | 10701  | -       | 6         | Neuspešno        |
| 2 | Simon Forsberg   | "Tid att andas"            | Fredrik Kempe (tm)                                                                          | 8339   | -       | 8         | Neuspešno        |
| 3 | Sara Lumholdt    | "Enemy"                    | Niclas Lundin (tm), Anton Malmberg Hård af Segerstad (tm)                                   | 8689   | -       | 7         | Neuspešno        |
| 4 | The Playtones    | "The King"                 | Fredrik Kempe (tm), Peter Kvint (tm)                                                        | 48861  | 50090   | 2         | Uspešen 2.krog   |
| 5 | Shirley's Angels | "I Thought It Was Forever" | Robin Abrahamsson (tm), Alexander Bard (tm), Bobby Ljunggren (tm), Henrik Wikström (m)      | 20573  | 26933   | 4         | V Predtekmovanje |
| 6 | Sebastian        | "No One Else Could"        | Andreas Alfredsson Grube (tm), Sebastian Karlsson (tm)                                      | 15406  | 25423   | 5         | Neuspešno        |
| 7 | Sara Varga       | "Spring för livet"         | Sara Varga (tm), Figge Boström (m)                                                          | 23594  | 37278   | 3         | V Predtekmovanje |
| 8 | Eric Saade       | "Popular"                  | Fredrik Kempe (tm)                                                                          | 89175  | -       | 1         | Finale           |

- Glasovalo: 365 559 ljudi
- Zaslužek: 753 261,50 kron
- Ogledov: 2 718 000 ljudi v času prenosa.

## 4. polfinale
| # | Izvajalec       | Pesem                         | Avtor | 1.Krog | 2. Krog | Uvrstitev | Status              |
| - | --------------- | ----------------------------- | --- | ------ | ------- | --------- | ------------------- |
| 1 | Melody Club     | "The Hunter"                  | Kristofer Östergren (tm), Erik Stenemo (tm), Jon Axelsson (tm), Niklas Stenemo (tm)                                | 14954  | -       | 7         | Neuspešno           |
| 2 | Julia Alvgard   | "Better Or Worse"             | Julia Alvgard (tm), Manne Hjelm (tm), Ola Holstad (tm), Joar Lenz (tm)                                             | 18867  | -       | 6         | Polfinale Neuspešno |
| 3 | Lasse Stefanz   | "En blick och nånting händer" | Tim Norell (t), Alexander Bard (tm), Ola Håkansson (tm)                                                            | 32686  | 26355   | 5         | Neuspešno           |
| 4 | Linda Pritchard | "Alive"                       | Oscar Görres (tm), Fredrik Kempe (tm)                                                                              | 24849  | 39092   | 4         | V Predtekmovanje    |
| 5 | Anders Fernette | "Run"                         | Desmond Child (tm), Negin Djafari (tm), Hugo Lira (tm), Ian-Paolo Lira (tm), Thomas Gustafsson (tm)                | 11979  | -       | 8         | Neuspešno           |
| 6 | Linda Bengtzing | "E det fel på mej?"           | Pontus Assarsson (tm), Thomas G:son (tm), Jörgen Ringqvist (tm), Daniel Barkman (tm)                               | 38875  | -       | 1         | Finale              |
| 7 | Nicke Borg      | "Leaving Home"                | Jojo Borg Larsson (t), Nicke Borg (m), Fredrik Thomander (m), Anders "Gary" Wikström (m)                           | 34091  | 48966   | 2         | Uspešen 2.krog      |
| 8 | Love Generation | "Dance Alone"                 | RedOne (Nadir Khayat) (tm), Bilal "The Chef" (tm), Teddy Sky (tm), AJ Junior (tm), Jimmy Joker (tm), BeatGeek (tm) | 38122  | 43508   | 3         | V Predtekmovanje    |

- Glasovalo: 372 822 ljudi
- Zaslužek: 737 987 kron
- Ogledov: 2 826 000 ljudi v času prenosa.

## Predtekmovanje
|  | 1.krog                                        | 1.krog                            |                                 |        | 2.krog | 2.krog |  |  | Kvalifikacije |  |
|  |                                               |                                   |                                 |        |        |        |  |  |               |  |
|  |                                               |                                   |                                 |        |        |        |  |  |               |  |
|  |                                               |                                   |                                 |        |        |        |  |  |               |  |
|  | Jenny Silver - "Something in Your Eyes"       | 32 942                            |                                 |        |        |        |  |  |               |  |
|  | Jenny Silver - "Something in Your Eyes"       | 32 942                            |                                 |        |        |        |  |  |               |  |
|  | Love Generation - "Dance Alone"               | 34 212                            |                                 |        |        |        |  |  |               |  |
|  | Love Generation - "Dance Alone"               | 34 212                            | Love Generation - "Dance Alone" | 46 639 |        |        |  |  |               |  |
|  |                                               |                                   | Love Generation - "Dance Alone" | 46 639 |        |        |  |  |               |  |
|  |                                               | Sara Varga - "Spring för livet"   | 65 713                          |        |        |        |  |  |               |  |
|  | Loreen - "My Heart is Refusing Me"            | Sara Varga - "Spring för livet"   | 65 713                          | 42 892 |        |        |  |  |               |  |
|  | Loreen - "My Heart is Refusing Me"            |                                   |                                 | 42 892 |        |        |  |  |               |  |
|  | Sara Varga - "Spring för livet"               | 54 807                            |                                 |        |        |        |  |  |               |  |
|  | Sara Varga - "Spring för livet"               | 54 807                            | Sara Varga - "Spring för livet" |        |        |        |  |  |               |  |
|  |                                               |                                   |                                 |        |        |        |  |  |               |  |
|  |                                               | The Moniker - "Oh my God!"        |                                 |        |        |        |  |  |               |  |
|  | The Moniker - "Oh my God!"                    | 63 963                            |                                 |        |        |        |  |  |               |  |
|  | The Moniker - "Oh my God!"                    | 63 963                            |                                 |        |        |        |  |  |               |  |
|  | Linda Pritchard - "Alive"                     | 40 689                            |                                 |        |        |        |  |  |               |  |
|  | Linda Pritchard - "Alive"                     | 40 689                            | The Moniker - "Oh my God!"      | 68 478 |        |        |  |  |               |  |
|  |                                               |                                   | The Moniker - "Oh my God!"      | 68 478 |        |        |  |  |               |  |
|  |                                               | Pernilla Andersson - "Desperados" | 49 559                          |        |        |        |  |  |               |  |
|  | Shirley's Angels - "I Thought It Was Forever" | Pernilla Andersson - "Desperados" | 49 559                          | 30 042 |        |        |  |  |               |  |
|  | Shirley's Angels - "I Thought It Was Forever" |                                   |                                 | 30 042 |        |        |  |  |               |  |
|  | Pernilla Andersson - "Desperados"             | 54 235                            |                                 |        |        |        |  |  |               |  |
|  | Pernilla Andersson - "Desperados"             | 54 235                            |                                 |        |        |        |  |  |               |  |

Največ glasov sta prejela  Sara Varga  in  The Moniker .

## Finale
Finale je potekalo 14.marca 2011 v Stockholmu na Švedskem. 30% glasov k končnemu rezultatu so prispevale žirije, 70% pa telefonsko glasovanje.

### Rezultati
| #  | Izvajalec       | Pesem                 | Avtor                                                                    | Glasovanje | Glasovanje | Glasovanje | Uvrstitev |
| #  | Izvajalec       | Pesem                 | Avtor                                                                    | Žirija     | Gledalci   | Skupaj     | Uvrstitev |
| -- | --------------- | --------------------- | ------------------------------------------------------------------------ | ---------- | ---------- | ---------- | --------- |
| 1  | Danny Saucedo   | "In the Club"         | Figge Boström, Peter Boström, Danny Saucedo                              | 79         | 70         | 149        | 2         |
| 2  | Sara Varga      | "Spring för livet"    | Sara Varga, Figge Boström                                                | 23         | 27         | 50         | 9         |
| 3  | The Moniker     | "Oh My God!"          | Daniel Karlsson                                                          | 55         | 69         | 124        | 3         |
| 4  | Brolle          | "7 Days and 7 Nights" | Brolle (m & l)                                                           | 8          | 21         | 29         | 10        |
| 5  | Linda Bengtzing | "E det fel på mej"    | Pontus Assarsson, Thomas G:son, Jörgen Ringqvist, Daniel Barkman         | 42         | 16         | 58         | 7         |
| 6  | Nicke Borg      | "Leaving Home"        | Jojo Borg Larsson, Nicke Borg, Fredrik Thomander, Anders "Gary" Wikström | 20         | 37         | 57         | 8         |
| 7  | Swingfly        | "Me and My Drum"      | Teron Beal, Patrik Magnusson, Johan Ramström, Swingfly                   | 44         | 49         | 93         | 5         |
| 8  | Sanna Nielsen   | "I'm in Love"         | Bobby Ljunggren, Thomas G:son, Irini Michas, Peter Boström               | 75         | 39         | 114        | 4         |
| 9  | The Playtones   | "The King"            | Fredrik Kempe, Peter Kvint (m & l)                                       | 46         | 33         | 79         | 6         |
| 10 | Eric Saade      | "Popular"             | Fredrik Kempe (m & l)                                                    | 81         | 112        | 193        | 1         |

### Rezultati žirije
Žirijo je sestavljal mednarodni žiri iz 11tih držav. Največ točk strokovne komisije je prejel Eric Saade s pesmijo Popular.
| Izvajalec       | Rusija | Ukrajina | Francija | Grčija | Malta | Hrvaška | San Marino | Nemčija | Združeno kraljestvo | Irska | Norveška | Točke |
| --------------- | ------ | -------- | -------- | ------ | ----- | ------- | ---------- | ------- | ------------------- | ----- | -------- | ----- |
| Danny Sauchedo  | 10     | 4        | 10       | 10     | 10    | 4       | 6          | 12      | 1                   | 6     | 6        | 79    |
| Sara Varga      | 2      | —        | —        | 4      | —     | 6       | 8          | 1       | 2                   | —     | —        | 23    |
| The Moniker     | 12     | 8        | 8        | 1      | —     | —       | —          | 4       | 6                   | 8     | 8        | 55    |
| Brolle          | —      | 1        | —        | —      | 2     | 1       | —          | —       | —                   | —     | 4        | 8     |
| Linda Bengtzing | 8      | 2        | 2        | 6      | 6     | 12      | 4          | —       | —                   | 2     | —        | 42    |
| Nicke Borg      | —      | —        | —        | —      | 1     | —       | 10         | 8       | —                   | —     | 1        | 20    |
| Swingfly        | —      | —        | 1        | —      | —     | —       | 12         | 10      | 8                   | 1     | 12       | 44    |
| Sanna Nielsen   | 1      | 12       | 6        | 12     | 8     | 10      | —          | —       | 4                   | 12    | 10       | 75    |
| The Playtones   | 6      | 6        | 4        | 2      | 4     | 2       | 2          | 6       | 10                  | 4     | —        | 46    |
| Eric Saade      | 4      | 10       | 12       | 8      | 12    | 8       | 1          | 2       | 12                  | 10    | 2        | 81    |

### Rezultati telefonskega glasovanja
| Izvajalec       | Žirija | %    | Glasovi | Točke |
| --------------- | ------ | ---- | ------- | ----- |
| Dany Sauchedo   | 79     | 14,9 | 197143  | 70    |
| Sara Varga      | 23     | 5,8  | 76025   | 27    |
| The Moniker     | 55     | 14,7 | 194565  | 69    |
| Brolle          | 8      | 4,3  | 57717   | 21    |
| Linda Bengtzing | 42     | 3,2  | 43355   | 16    |
| Nicke Borg      | 20     | 7,8  | 103046  | 37    |
| Swingfly        | 44     | 10,4 | 138004  | 49    |
| The Playtones   | 46     | 7,0  | 92505   | 33    |
| Sanna Nielsen   | 75     | 8,2  | 109630  | 39    |
| Eric Saade      | 81     | 23,7 | 314229  | 112   |